# Церква Співстраждання Пресвятої Богородиці (Перемишль)
Церква Співстраждання Пресвятої Богородиці (пол. Cerkiew i klasztor pw. Matki Bożej Bolesnej) — культова будівля у Перемишлі, у районі Засяння, належить ордену Василіян. Пам'ятка архітектури, у стилі українського галицького зодчества. Побудована у 1931–1935 роках. Після Другої Світової війни та ліквідації греко-католицької церкви, використовувалась як приміщення архіву Перемиського воєводства. У 1991 році повернута василіянам.

## Передісторія

Проект церкви на Засянні авторства Олександра Лушпинського 1926 р., не реалізований через протидію польської влади.

На кінець ХІХ століття, у Перемишлі залишилась лише один український храм — кафедральний собор Івана Хрестителя; ще одна церква знаходилась на передмісті Болоне. В 1893 році в церковних колах міста виникла ідея зведення нового храму на Засянні, де проживало коло 3000 українського населення. Будівництво мало бути пов'язане із ювілеєм 50-ліття єпископства папи Лева ХІІІ. Ідею палко підтримував тодішній місцевий єпископ Юліан Пелеш. Втіленням цього задуму почало займатись місцеве братство св. Миколая та тодішній парох катедри Мирон Подолинський. Незабаром було куплено ділянку на так званому угорському тракті. В 1903 році було утворено комітет для збору коштів на будівництво до якого ввійшли священники М. Подолинський (голова), Іван Стрийський (касир), Михайло Куневич, а також професор гімназії Николай Антонович, суддівський радник Лев Шехович, парох катедри Олександр Зубрицький, директор гімназії Григорій Цеглинський, міщани Іван Кириляк та Йосиф Кодик. На березень 1906 року комітетом було зібрано трохи більше 14 000 корон, котрі були розміщені у «Щадниці». Згодом, виникла думка надати майбутній храм василіянам, які у 1912 році були запрошені до Перемишля єпископом Константином Чеховичем, і тимчасово проживають в купленому для них будинку. У 1914 році, коли мало початись будівництво Австрія вступає у Першу світову війну.
Після завершення Першої світової та першої польсько-української воєн, почав роботу другий комітет із будівництва храму. Його перші збори відбулись 8 березня 1922 року, а справа будівництва переходить до рук василіян, котрі прагнули пов'язати його із відзначенням 300-ліття смерті св. Йосафата Кунцевича. Було виготовлено проект репрезентативної будівлі та розіслано відозву до всіх парафій Галичини з проханням помогти у будівництві, внаслідок чого фонд поповнився ще на 10 000 золотих; до існуючої ділянки було докуплено ще одну — сусідню. Наступний комітет приступив до практичних кроків із початку будівництва, однак на заваді стала тодішня польська влада, котра заблокувала будівництво настільки великого храму. В зв'язку із цим було вирішено спорудити меншу будівлю, новий проект якої, за авторства Лева Левинського, був затверджений польською владою 18 січня 1931 р.

## Спорудження

Григорій Лакота промовляє на посвяченні наріжного каменя під церкву на Засянні.

Будівництво церкви на Засянні у 1932 р.

Церква Співстраждання Богородиці на поч. 1940-х років.

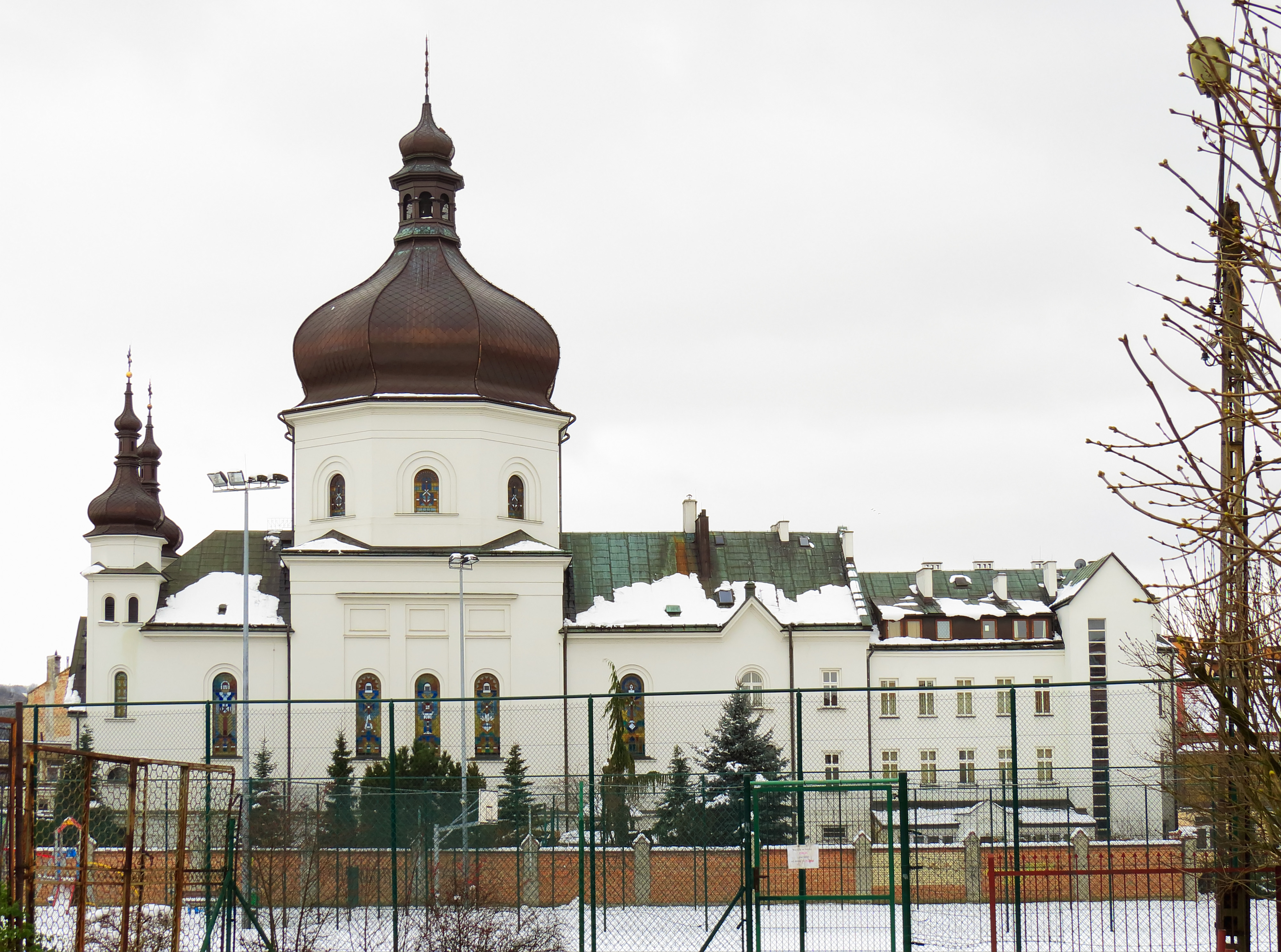
Вид церкви з Півдня (2017 р.)

Перші роботи почались у 28 червня, а посвячення наріжного камені під будівництво храму відбулось 5 липня 1931 року, о 17 годині. Після закінчення вечірні у катедральному соборі Івана Хрестителя, від нього вийшла процесія під проводом каноніків Гмитрасевича та Гриника. На місці майбутньої споруди вже чекала процесія з села Острова. Чин освячення очолив єпископ Григорій Лакота. Був присутній також новообраний архімандрит Василіянського Чину Діонісій Ткачук, який прибув на урочистості з Добромильського монастиря, разом із настоятелем ігуменом Йосафатом Лабаєм та групою ченців. Присутніми були представники духовенства із навколишніх населених пунктів. Серед них священники Лапічак з Валяви, Войтович з Негрибки, Гура з Пралковець. На освячені були присутніми численні віруючі з Перемишля та навколишніх сіл. Співав хор семінаристів. З промовами виступили єп. Григорій Лакота та ігумен Йосиф Чепіль. Храм отримав назву Співстраждання Божої Матері.
На осінь 1931 року було зведено цоколь. Впродовж 1932 року зведено стіни та куполи над входом, хрести на яких були освячені при великому скупченні народу 13 листопада. Протягом цього часу тривав збір коштів по всій Галичині. У 1933 році, основні будівельні роботи були завершені, на головному куполі встановлено хрест, який був освячений перемиським єпископом Йосафатом Коциловським 10 вересня 1934 року. Протягом 1934 року тривали внутрішні роботи. Восени того ж року виконано остаточну побілку зовнішніх стін у світло-кремовий колір. 28 березня 1935 року, у 9:30 відбулось урочисте посвячення нового перемиського храму, яке здійснив єпископ Йосафат Коциловський.

## Занепад та відродження

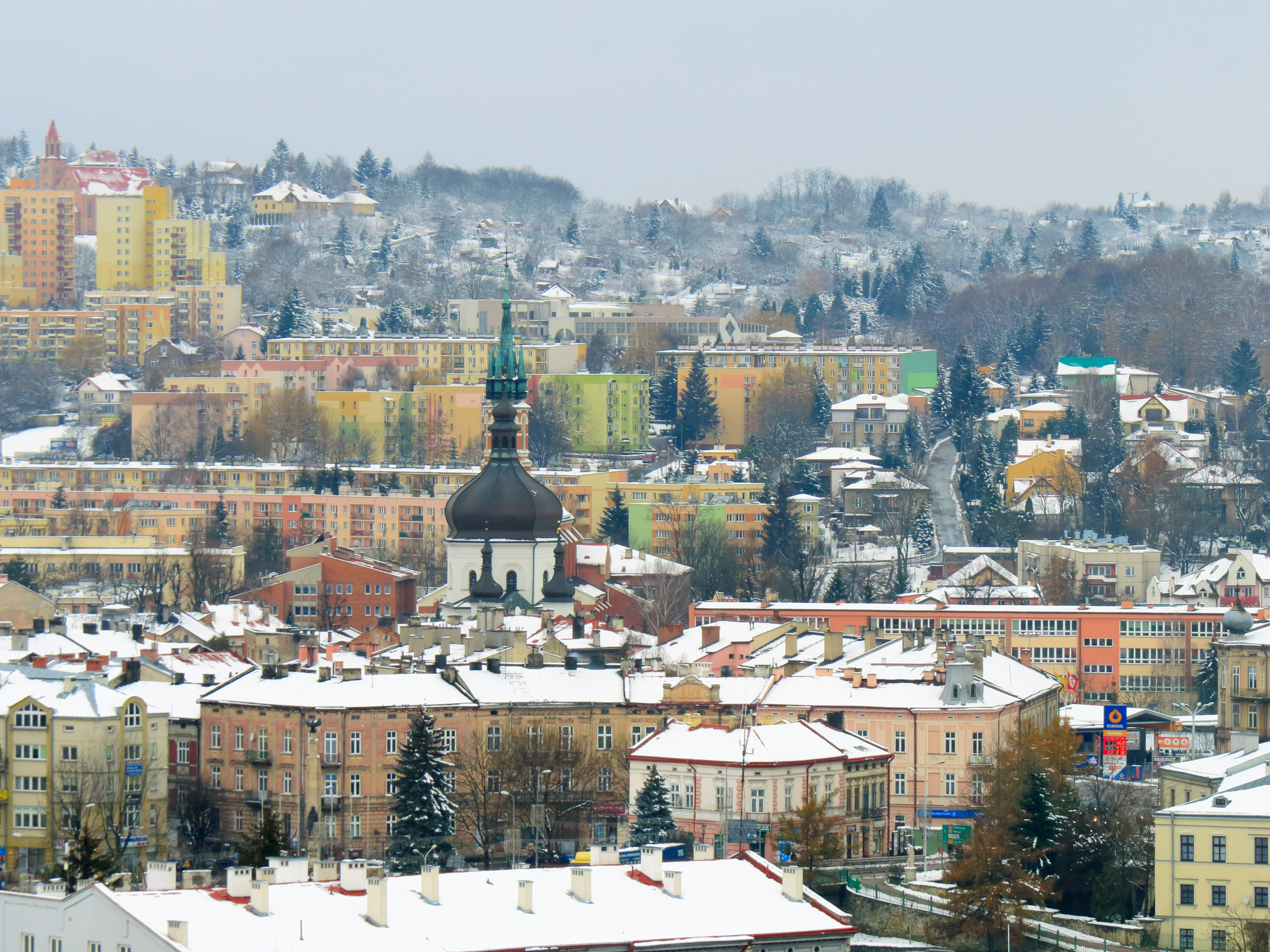
Церква у панорамі Засяння (2017 р.)

Перші чотири з половиною роки храм функціонував в рамках санаційної Польщі. Потім, після вересня 1939 і до 1944 року за умов німецької нацистської окупації. Після війни були встановлені нові кордони між ПНР і УРСР, відповідно до яких Перемишль відійшов до Польщі, а українське населення депортоване. Із забороною Греко-католицької церкви почалось переслідування її кліриків та монахів.
У жовтні 1945 року, представники польської служби безпеки викликали пароха храму Романа Барабаша та поставили йому вимогу покинути разом із монашою спільнотою займані приміщення. Кілька монахів виїхали до УРСР, більшість переселилась до Варшави. Роман Юстин, єдиний хто залишився, був арештований у 1947 році та вивезений до Сибіру.
В цей час, на короткий період храм опинився у руках одного із латинських жіночих орденів, але потім, був переданий для потреб польського Архіву Перемиського воєводства. Відтоді почався період поступової руйнації споруди. Після невдалих спроб скинути хрест з головного купола, він залишився зігнутим, а дерев'яна конструкція пошкоджена, внаслідок цього у 1963 році хрест впав під час бурі. Протягом цього часу василіяни вживали заходів із повернення собі забраних приміщень, однак польський уряд постійно відмовляв, наполягаючи на своїх правах на будівлю. Тоді ж, проводились роботи з переобладнання церкви під архівні зали, запропоновано демонтаж куполів та елементів, що мають виразно церковний характер. На початку 1980-х років був даний дозвіл на подальше облаштування поверхів та рівнів у тілі храму. Хоча василіяни повернулись до міста у 1960 році, вони не мали свого приміщення і служили у єзуїтському костелі. Ніхто з василіян не жив постійно у Перемишлі.
Після завершення періоду комуністичного правління у Польщі та зміни законодавства щодо взаємин держави і релігійних організацій у 1989 році, з'явились нові можливості для боротьби за повернення споруди. 1 жовтня 1991 року маєткова комісія ухвалила рішення про передачу церкви та споруд василіянам, з п'ятирічним відтермінуванням. За цей час архів мав перебратись на нове місце. 26 жовтня 1996 року ключі від приміщень були передані василіянському протоігумену Володимиру Ющакові. З 10 березня 1997 року почались роботи із відродження монастирського комплексу. Поступово були усунені перекриття в середині нави, оновлено вікна, встановлено опалення. Роботи проводились під наглядом архітектора Яцека Мермона. Територія обведена новою огорожею, Почались роботи із розпису інтер'єру. В монастирському саду споруджено каплицю в яку вмуровано матеріали із різних зруйнованих українських церков та монастирів. На її куполі встановлено хрест із церкви у с. Ямна. Вкладено камінь з престолу церкви у с. Незнайова. Автори нових розписів церкви Андрій Дутка та Андрій Винничка зі Львова проводили при монастирі курси іконопису. Посвячення відродженої церкви відбулось 13 травні 2000 року о 10 годині, за участю перемисько-варшавського єпископа Івана Мартиняка.